# Joseph Couderc
Pour les articles homonymes, voir Couderc.
Joseph Couderc, né le 2 juin 1852 à Villeneuve-sur-Lot et mort le 4 septembre 1917 à Toulouse, est un journaliste et homme politique français.

## Biographie
Journaliste et secrétaire général de la mairie de Toulouse, il fut député de la Haute-Garonne de 1905 à 1910.

## Sources
- « Joseph Couderc », dans le Dictionnaire des parlementaires français (1889-1940), sous la direction de Jean Jolly, PUF, 1960 [détail de l’édition]